# Auburn (condado de Chippewa, Wisconsin)
Auburn es un pueblo (subdivisión administrativa equivalente a un municipio) ubicado en el condado de Chippewa, Wisconsin, Estados Unidos. Según el censo de 2020, tiene una población de 776 habitantes.
Abarca una zona casi exclusivamente rural. 

## Geografía
Está ubicado en las coordenadas 45°9′9″N 91°36′48″O / 45.15250, -91.61333. Según la Oficina del Censo de los Estados Unidos, tiene una superficie de 92.60 km² de tierra y 0.001 km² de agua.

## Demografía
Según el censo de 2020, hay 776 personas residiendo en la zona. La densidad de población es de 8.4 hab./km². El 93.81% de los habitantes son blancos, el 0.13% es afroamericano, el 1.03% son amerindios, el 0.13% es asiático, el 1.03% son de otras razas y el 3.87% son de una mezcla de razas. Del total de la población, el 1.16% son hispanos o latinos de cualquier raza.